# Bohdana Majda

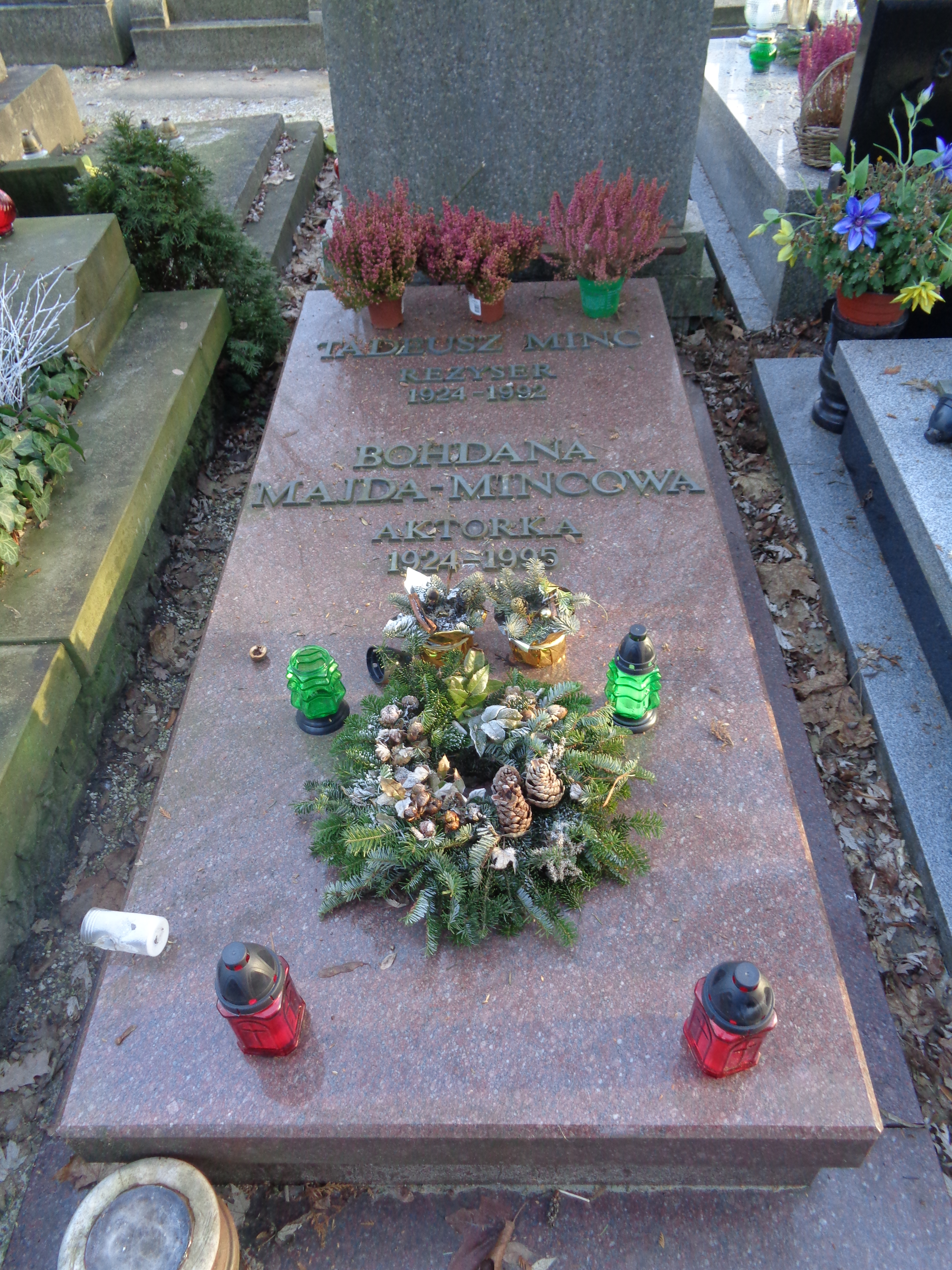
Grób Bohdany Majdy- Minc na cmentarzu Wojskowym na Powązkach w Warszawie

Bohdana Majda-Minc (ur. 3 maja 1924 w Tomaszowie Mazowieckim, zm. 24 listopada 1995 w Warszawie) – polska aktorka teatralna, filmowa i telewizyjna.

## Życiorys
Córka Aleksandra. Jej debiut teatralny miał miejsce 19 lutego 1948. Wcieliła się wtedy w rolę wnuczki II, w spektaklu Omyłka według Bolesława Prusa w reż. Lidii Zamkow. Rok później ukończyła Państwową Wyższą Szkołę Teatralną w Warszawie.
Współtwórczyni oraz wieloletnia aktorka Teatru Nowego w Łodzi (1949–1969). Od 1970 do 1989 roku występowała w Teatrze Narodowym w Warszawie. Grała także w słuchowiskach Teatru Polskiego Radia. W latach 1950–1981 należała do PZPR.
Była żoną aktora i reżysera Tadeusza Minca, matką Marcelego Minca (ur. 1954), scenarzysty filmowego i tłumacza.
Zmarła w Warszawie, pochowana na cmentarzu Wojskowym na Powązkach (kwatera AII-8-10).

## Filmografia
- 1958: Krzyż Walecznych – Petrakowa
- 1959: Awantura o Basię – Marcysia, służąca Olszańskiej
- 1961: Dziś w nocy umrze miasto – kelnerka w „Astorii”
- 1961: Komedianty – krawcowa
- 1961: Świadectwo urodzenia – uczestniczka pijaństwa (odc. 3)
- 1962: Czarne skrzydła – żona posła
- 1962: Głos z tamtego świata – kobieta na seansie u Wiktorii
- 1963: Wiano – bratowa Staszka
- 1964: Rachunek sumienia – sąsiadka Mareckich
- 1965: Kapitan Sowa na tropie – Pudelska (odc. 2)
- 1965: Poznańskie Słowiki – żona Tadeusza
- 1965: Święta wojna
- 1966: Don Gabriel – kobieta w schronie
- 1966: Pieczone gołąbki – kelnerka
- 1966: Piekło i niebo – synowa staruszka, kandydata do roli Kostusia
- 1966: Powrót na ziemię – kobieta w tramwaju
- 1967: Cyrograf dojrzałości – Danuta, żona nauczyciela Wiktora
- 1967: Komedia z pomyłek – mieszkanka miasteczka
- 1968: Stawka większa niż życie – niania Emma Schmidt (odc. 2)
- 1969: Dzieci z naszej szkoły – mama
- 1969: Rzeczpospolita babska – członek komitetu powitalnego
- 1971: 150 na godzinę – matka Marcina
- 1971: Wizyta – Halina, żona Rapalskiego
- 1972: Anatomia miłości – matka Ewy
- 1972: Egzamin – ciotka Zofia
- 1972: Palec Boży – aktorka
- 1973: Drzwi w murze – aktorka grająca „Kirke”
- 1973: Stawiam na Tolka Banana – sprzedawczyni czosnku na bazarze (odc. 6)
- 1974: Urodziny Matyldy – Jaworska, matka Basi
- 1974: Ziemia obiecana – Grosgluckowa
- 1975: Dyrektorzy – matka Maryni (odc. 1)
- 1975: Ziemia obiecana – Grosgluckowa (odc. 4)
- 1976: Czterdziestolatek – Owsińska, matka Basi (odc. 15)
- 1976: Niedzielne dzieci – pracownica domu dziecka
- 1976: Zezem – babcia Czarka (odc. 1), dentystka (odc. 2)
- 1977: Ciuciubabka – matka Grażyny
- 1978: Zielona miłość – pielęgniarka Wanda Korycka
- 1980: Przed odlotem – matka chorej kobiety
- 1981: Białe tango – Kwiatkowska, matka Marka (odc. 6)
- 1981: Kobieta samotna – gospodyni Jacka
- 1981: On, ona, oni – ławniczka
- 1983: Alternatywy 4 – gość na weselu (odc. 8)
- 1983: Lata dwudzieste... lata trzydzieste... – ciotka Krzyżtoporskiego
- 1984: Ceremonia pogrzebowa – uczestniczka pogrzebu profesora Tarnowskiego
- 1984: Dom wariatów – matka
- 1984: Trzy młyny – Rygielowa (odc. 1)
- 1985: Kronika wypadków miłosnych – matka Cecylii i Olimpii
- 1987: Ballada o Januszku – sklepikarka Jeżewska (odc. 1)
- 1987: Jedenaste przykazanie – Hela, żona Henia Kielara
- 1987: Opowiadanie wariackie – siostra Felicja
- 1987: Sami dla siebie – pielęgniarka
- 1988: Crimen – Rosińska (odc. 3 i 4)
- 1988: Warszawskie gołębie – ławnik
- 1991: Pogranicze w ogniu – Willmanowa, sąsiadka Radischa (odc. 21)
- 1992: Białe małżeństwo – ciotka Beniamina

Źródło.

## Ordery i odznaczenia
- Złoty Krzyż Zasługi (1975)
- Srebrny Krzyż Zasługi (11 lipca 1955)[2]
- Odznaka 1000-lecia Państwa Polskiego (1966)
- Odznaka „Zasłużony Działacz Kultury” (1979)
- Honorowa Odznaka miasta Łodzi (1963)
- Odznaka „Zasłużony dla Teatru Nowego w Łodzi” (1964)

## Nagrody
- 1974: Nagroda aktorska II stopnia na XV Festiwalu Polskich Sztuk Współczesnych we Wrocławiu za rolę tłustej kobiety w spektaklu Kartoteka Tadeusza Różewicza w Teatrze Narodowym w Warszawie

Źródło.